# Międzynarodowe Centrum Badań nad Apokalipsą i Postapokalipsą im. Käte Hamburger (CAPAS)
Międzynarodowe Centrum Badań nad Apokalipsą i Postapokalipsą im. Käte Hamburger (CAPAS) (niem. Käte Hamburger Kolleg für Apokalyptische und Postapokalyptische Studien) – funkcjonujące na Uniwersytecie w Heidelbergu transdyscyplinarne Centrum Studiów Zaawansowanych. Założone zostało w 2021 roku. Głównym celem ośrodka jest badanie apokalipsy a także tego, w jaki sposób katastrofy i scenariusze końca czasów wpływają na społeczeństwa, jednostki i środowisko. 
Obecnym dyrektorem centrum jest Robert Folger, pełniący tę funkcję od momentu założenia centrum w 2021 roku. Początkowo drugim dyrektorem był Thomas Meier, który przestał piastować funkcję dyrektora na początku 2025 roku.
Jest ono jednym z 6 działających obecnie Centrów Badań im. Käte Hamburger, znajdują się one w różnych niemieckich miastach i zajmują się badaniami humanistycznymi. Projekt CAPAS, finansowany jest przez Federalne Ministerstwo Edukacji i Badań Naukowych (BMBF). 

## Obszary badań
Centrum wyróżnia trzy zintegrowane ze sobą, podstawowe obszary badań:
1. Archiwum wyobrażeń apokalipsy – badania obrazów, tropów, dyskursów apokalipsy i postapokalipsy, odnoszących się do rzeczywistych katastroficznych wydarzeń, jak i tych wyobrażonych.
2. Historyczne doświadczenia apokalipsy i postapokalipsy – badania nad wydarzeniami historycznymi, które były postrzegane jako apokaliptyczne i ich następstwami, od starożytności do niedalekiej teraźniejszości.
3. Apokalipsy teraźniejszości – badania nad obecnymi zjawiskami, które są postrzegane jako zagrożenia egzystencjalne, i ich możliwymi następstwami[5].

## Działalność
Podobnie jak inne Centra Badawcze im. Käte Hamburger, także CAPAS za główny cel stawia sobie wzmacnianie badań naukowych na najwyższym poziomie w dziedzinie nauk humanistycznych w Niemczech, w celu zwiększania ich widoczności na całym świecie. Centrum ma na celu promowanie interdyscyplinarnej współpracy między niemieckimi uniwersytetami i zintensyfikowanie ich kontaktów z innymi ośrodkami badawczymi i akademiami w Europie i na całym świecie.
Każdego roku CAPAS gości do 15 stypendystów (tzw. fellows) na okres do dwunastu miesięcy, oferując im swobodę prowadzenia niezależnych badań. Stypendia te wspierają wspólne projekty badawcze, które badają zarówno teoretyczny, jak i praktyczny wymiar końca świata – i tego, co może nadejść później. Stypendyści mają zapewnioną przestrzeń biurową, materiały do pracy i wsparcie logistyczne. Osoby, które biorą bezpłatny urlop w swoich instytucjach macierzystych podczas trwania stypendium, otrzymują rekompensatę finansową w postaci stypendium.